# Brzozowiec (województwo opolskie)
Brzozowiec (niem. Wilhelminenort) – wieś w Polsce położona w województwie opolskim, w powiecie namysłowskim, w gminie Namysłów.
W 1695 roku powstała rezydencja księżnej Zofii Wilhelminy von Ostfriesland, trzeciej z czterech małżonek księcia oleśnickiego Krystiana Ulryka Wirtemberskiego. Po śmierci księżnej, zmarłej w 1698 roku, wieś otrzymała upamiętniającą ją nazwę Wilhelminenort. Z pałacyku korzystali również kolejni władcy Oleśnicy - 26 października 1716 roku przyszedł w niej na świat wnuk Krystiana Ulryka, książę Karol Krystian Erdman Wirtemberski, znany jako założyciel Pokoju.
Do 31 grudnia 1954 r. Brzozowiec położony był w granicach powiatu oleśnickiego. Dopiero 1 stycznia 1955 r. znalazł się w powiecie namysłowskim, którego część stanowi po dziś dzień. W latach 1975–1998 miejscowość administracyjnie należała do ówczesnego województwa opolskiego.

## Zabytki
Do wojewódzkiego rejestru zabytków wpisane są Do wojewódzkiego rejestru zabytków wpisane są:
- dom nr 25 (d. 45)
- dom nr 65, z l. 1840-1860
- dom nr 69a, z XIX w.
- dom nr 73 (d. 72), z XIX w. (nie istnieje)
- dom nr 74, z poł. XIX w.